# Pagiophyllum
Pagiophyllum är liksom Pachyphyllum ett samlande begrepp på ett antal ofullständigt kända fossila barrträd, kända i västra Europa under jura och krita. Endast sterila bladbärande grenar från släktet är kända. Ofta slås pachyphyllum och pagiophyllum samman till ett släkte.
Fossil av Pagiophyllum hittades över hela världen.